# Campeonato Europeo de Judo de 1958
El VI Campeonato Europeo de Judo se celebró en Barcelona (España) entre el 10 y el 11 de mayo de 1958 bajo la organización de la Unión Europea de Judo (EJU) y la Real Federación Española de Judo.

## Medallistas

### Masculino
| Evento            | Oro                          | Plata                     | Bronce                                                     |
| ----------------- | ---------------------------- | ------------------------- | ---------------------------------------------------------- |
| –68 kg            | Jan de Waal · Países Bajos   | Jacques Pujol Francia     | Johann Goor RFA Guy Lample Francia                         |
| –80 kg            | Walter Gauss · Austria       | Marcel Nottola Francia    | Tony Wagenaar · Países Bajos · Hein Essink · Países Bajos  |
| +80 kg            | Henri Courtine Francia       | Robert Dazzi Francia      | Enrique Aparicio España Eizaguirre Gómez España            |
| Categoría abierta | Anton Geesink · Países Bajos | Bernard Pariset Francia   | Jan van Ierland · Países Bajos · José Pons · España        |
| 1.er dan          | Michel Bourgoin Francia      | Marcel Nottola Francia    | Joop Dirks · Países Bajos · Jan van Ierland · Países Bajos |
| 2º dan            | John Newman Reino Unido      | Franz Sineck RFA          | Enrique Aparicio España Alan Petherbridge Reino Unido      |
| 3.er dan          | Robert Dazzi Francia         | Douglas Young Reino Unido | Roland Burger · Francia · Daniel Outelet · Bélgica         |
| 4º dan            | Anton Geesink · Países Bajos | Bernard Pariset Francia   | Denis Bloss Reino Unido Robert Picard Francia              |

## Medallero
| Núm. | País         | Oro | Plata | Bronce | Total |
| ---- | ------------ | --- | ----- | ------ | ----- |
| 1    | Francia      | 3   | 6     | 3      | 12    |
| 2    | Países Bajos | 3   | 0     | 5      | 8     |
| 3    | Reino Unido  | 1   | 1     | 2      | 4     |
| 4    | Austria      | 1   | 0     | 0      | 1     |
| 5    | RFA          | 0   | 1     | 1      | 2     |
| 6    | España       | 0   | 0     | 4      | 4     |
| 7    | Bélgica      | 0   | 0     | 1      | 1     |
|      | TOTAL        | 8   | 8     | 16     | 32    |